# Затерянные в космосе (фильм)
«Затерянные в космосе» (англ. Lost in Space) — американский фантастический, приключенческий фильм Стивена Хопкинса, снятый в 1998 году. Слоган: «An adventure like nothing on Earth».

## Сюжет
Действие происходит в 2058 году, когда жить на Земле людям осталось не более двадцати лет — истощились все ресурсы планеты. Выдающийся учёный Джон Робинсон и его семья отправляются на суперсовременном звездолёте «Юпитер 2» на далекую планету Альфа-прайм, пригодную для обитания, чтобы построить там гиперврата, через которые будет осуществлена эвакуация человечества с Земли.
Экстремистская организация «Глобальные мятежники» подсылает на борт коварного доктора Смита, чтобы тот уничтожил семью Робинсонов и сам корабль. Там он настраивает боевого робота на их уничтожение. Неожиданно один из экстремистов выходит со Смитом на связь, прощается с ним и оглушает доктора разрядами тока от оружия, спрятанного в переговорном устройстве. Смит остаётся лежать на корабле.
Придя в себя, он пытается отключить им же активированного робота, но тот, не слушая никаких команд, начинает разносить корабль. Чтобы выжить, Смитт будит Робинсонов и капитана Уэста, лихого боевого пилота.
К счастью, Уиллу удаётся отключить робота, но тот успевает уничтожить почти все системы корабля.
Пока Робинсон пытается вернуть кораблю управление, Уэст пытается убить Смитта, выбросив его в космос, но тут обнаруживает, что кабину Джуди (дочери Робинсона) заклинило и она скоро умрёт. В качестве платы за её спасение Смитт требует с майора слово, что он сохранит ему жизнь.
Тем временем обнаруживается, что корабль падает на Солнце и его обшивка скоро начнёт плавиться.
Чтобы избежать этого, капитан включает гипердвигатель, и звездолёт оказывается затерянным в неизвестной доселе части дальнего Космоса.

## В ролях
- Уильям Хёрт — профессор Джон Робинсон
- Мими Роджерс — профессор Морин Робинсон
- Хизер Грэм — доктор Джуди Робинсон
- Гэри Олдмен — доктор Захари Смит
- Мэтт Леблан — майор Дон Уэст
- Лейси Шабер — Пенни Робинсон
- Джек Джонсон — Уилл Робинсон
- Джаред Харрис — взрослый Уилл Робинсон
- Ленни Джеймс — Джеб Уокер